# اچ‌دی ۹۷۹۵۰
اچ‌دی ۹۷۹۵۰ یک ستاره است که در صورت فلکی شاه‌تخته قرار دارد.